# Aromatase
Aromatase er et enzym, som fx fremmer dannelsen af østrogener.
| Biokemi | Spire Denne biokemiartikel er en spire som bør udbygges. Du er velkommen til at hjælpe Wikipedia ved at udvide den. |